# Гвідо Аклін
Гвідо Аклін (нім. Guido Acklin 21 листопада 1969) — швейцарський бобслеїст, розганяючий, який виступав за збірну Швейцарії в середині 1990-х — початку 2000-х років. Учасник трьох зимових Олімпійських ігор, срібний призер Ліллегаммера, чемпіон Європи та світу.

## Біографія
Гвідо Аклін народився 21 листопада 1969 року в місті Герцнах в кантоні Ааргау. Виступати в бобслеї на професійному рівні почав у середині 1990-х років і відразу показав непогані результати, внаслідок чого потрапив розганяючим в національну команду Швейцарії. Завдяки низці вдалих виступів в 1994 році був запрошений захищати честь країни на Олімпійські ігри в Ліллегаммері, де разом з пілотом Рето Гетші завоював срібло в програмі чоловічих двійок. У сезоні 1994/1995 піднявся до другої позиції в загальному заліку Кубка світу. Крім того, здобув в цей період дві перемоги на європейській першості, ставши дворазовим чемпіоном Європи серед двійок.
У 1996 році Аклін взяв бронзу на чемпіонаті світу в Калгарі. Наступний рік став одним з найвдаліших для спортсмена: він завоював золоту медаль на чемпіонаті світу в Санкт-Моріці і удостоївся звання чемпіона Європи серед чотиримісних екіпажів. Їздив разом з Гетші на Олімпіаду 1998 в Нагано, на церемонії відкриття прапороносцем Швейцарії. Команда ставила перед собою найвищі цілі, але в підсумку їх двійка фінішувала лише шостою. Однак в сезоні 1998/1999 він повторив своє досягнення на Кубку світу, після всіх заїздів знову зайняв друге місце.
Оскільки до 2002 року Гетші вже покинув збірну, на Олімпійські ігри в Солт-Лейк-Сіті Аклін вирушив в складі команди пілота Крістіана Райха. Їхня четвірка не змогла зайняти призові місця, опинившись на шостій позиції. Через високу конкуренцію в команді незабаром Гвідо Аклін вирішив завершити кар'єру професійного спортсмена, поступившись місцем молодим швейцарським бобслеїстам.

## Родина
Його рідний брат теж відомий бобслеїст, дворазовий олімпійський чемпіон Донату Акліну.